# Susanna Kallur
Susanna Elisabeth Kallur (* 16. Februar 1981 in Huntington) ist eine ehemalige schwedische Leichtathletin. Ihr größter Erfolg war der Sieg bei den Europameisterschaften 2006 im 100-Meter-Hürdenlauf. Sie hielt außerdem den Weltrekord im 60-Meter-Hürdenlauf.

## Leben und Karriere
Die Hürdenläuferin ist die Tochter des Eishockeyspielers Anders Kallur und die Zwillingsschwester von Jenny Kallur. 
2005 gewann Kallur bei den Halleneuropameisterschaften in Madrid Gold über 60 Meter Hürden. Diesen Titel konnte sie zwei Jahre später in Birmingham erfolgreich verteidigen. Bei den Hallenweltmeisterschaften 2006 in Moskau gewann sie Bronze über 60 Meter Hürden. Vor heimischem Publikum siegte sie bei den Europameisterschaften 2006 in Göteborg in 12,59 Sekunden über 100 Meter Hürden. Von den Hörern und Zuschauern des schwedischen Rundfunks wurde sie dafür mit dem Radiosportens Jerringpris geehrt.
Bei den Weltmeisterschaften 2007 in Osaka belegte Kallur in 12,51 Sekunden den vierten Platz, nur 0,05 Sekunden hinter der Siegerin Michelle Perry.
Im Februar 2017 gab sie das Ende ihrer Karriere bekannt. Ihren letzten Auftritt hatte Kallur bei den Leichtathletik-Halleneuropameisterschaften 2017. Dort gelangte sie bis ins Finale und belegte den achten Platz.

### Persönliches
Kallur lebt und trainiert in Falun bei ihrem Verein Falu IK. Bei einer Körpergröße von 1,70 m beträgt ihr Wettkampfgewicht 61 kg. Im Juni 2013 wurde sie Mutter einer Tochter.

## Persönliche Bestzeiten

### Freiluft
- 100 m: 11,30 s (0,0 m/s), am 22. August 2006 in Malmö
- 200 m: 23,32 s (−0,3 m/s), am 28. August 2005 in Göteborg
- 800 m: 2:27,87 min, am 6. September 1998 in Huddinge
- 100 m Hürden: 12,49 s (+0,9 m/s), am 16. September 2007 in Berlin

### Halle
- 60 m: 7,24 s, am 3. März 2007 in Birmingham
- 60 m Hürden: 7,68 s, am 10. Februar 2008 in Karlsruhe (Weltrekord)